# Neuendorf A

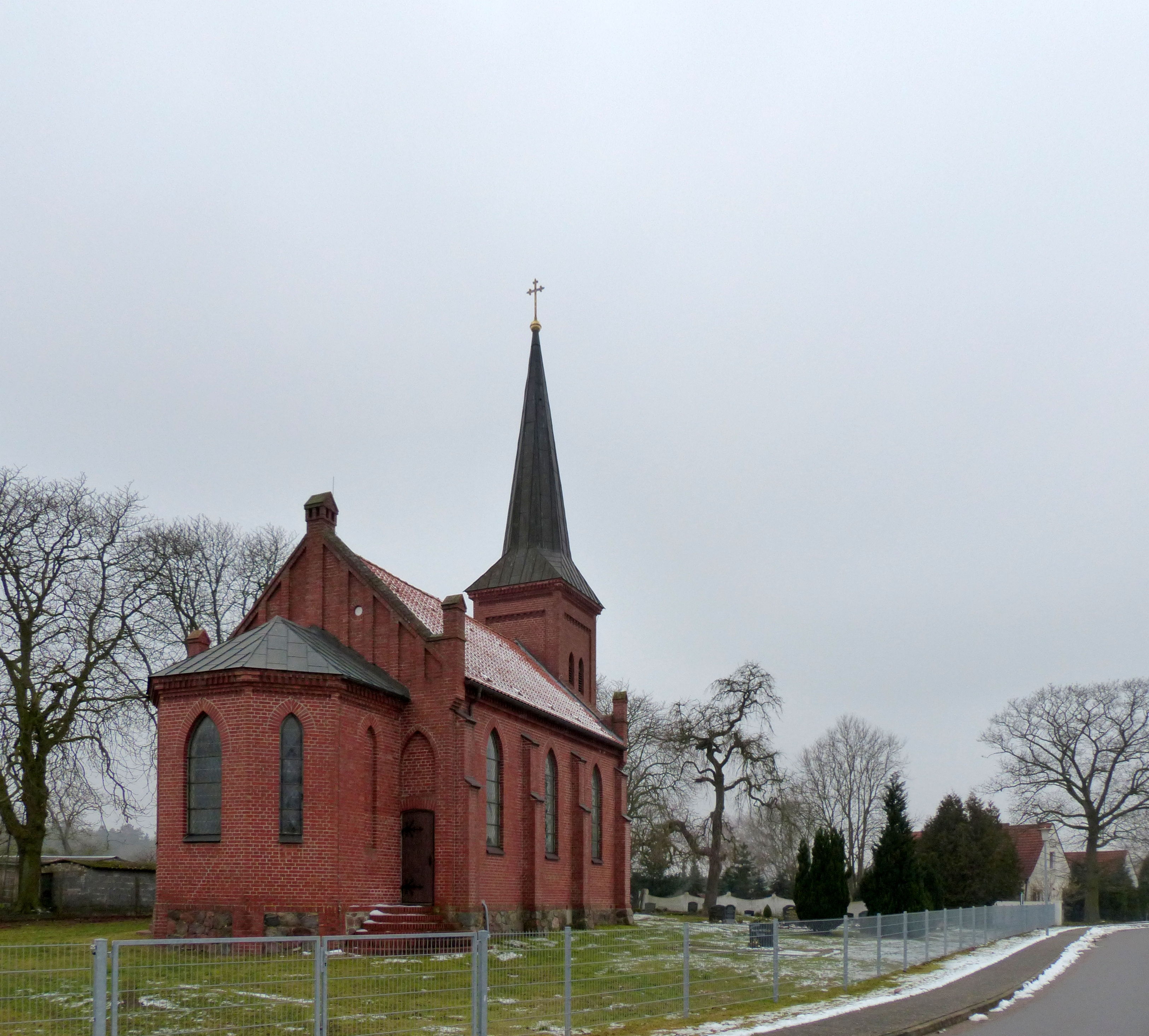
Kirche in Neuendorf A

Neuendorf A ist ein Ortsteil der Gemeinde Ducherow im Landkreis Vorpommern-Greifswald in Mecklenburg-Vorpommern. Bis Jahresende 2011 war Neuendorf A eine eigenständige Gemeinde mit den Ortsteilen Kurtshagen und Neuendorf A.

## Geografie und Verkehr
Neuendorf A liegt an der Bundesstraße 109. Anklam liegt etwa 18 km nordwestlich und Ueckermünde etwa 13 km östlich des Ortes. 
Die Bahnstrecke Angermünde–Stralsund verläuft durch das Ortsgebiet, hatte hier aber nie einen Bahnhof; der nächste Bahnhof ist Ducherow, sechs Kilometer nördlich. 
Neuendorf A befindet sich am Westrand der Ueckermünder Heide.

## Geschichte
1317 erfolgte die erste urkundliche Erwähnung des Ortes Neuendorf. Neuendorf A wurde als Niendorp 1618 in der Lubin’schen Karte genannt. Mit dem Zusatz A wurde es erstmals 1779 geschrieben, dann wieder lange ohne oder wechselnd mit a oder b und erst ab 1957 offiziell mit A.

Das Rittergut Neuendorf gehörte u. a. den Familien von Schwerin und von Borcke. Das Herrenhaus ist/war (?) ein zweigeschossiger Putzbau. Der Gutspark mit seltenen Gehölzen wurde um 1700 angelegt.
Am 1. Januar 2012 wurde Neuendorf A in die Gemeinde Ducherow eingegliedert.